# Świetliki (serial animowany)
Świetliki (ang. The Glo Friends, 1986) – amerykański serial animowany.

## Fabuła
Serial opowiada o przygodach gromadki Świetlików oraz ich przyjaciół, niekoniecznie będących świetlikami, mieszkających w pięknym lesie. Największym problemem Świetlików są Krety i służący im Gawron, które chcą je schwytać i wykorzystywać jako latarnie w swoich kopalniach.

## Spis odcinków
| N/o               | Polski tytuł                                                          | Angielski tytuł                |
| ----------------- | --------------------------------------------------------------------- | ------------------------------ |
|                   |                                                                       |                                |
| SERIA PIERWSZA    |                                                                       |                                |
|                   |                                                                       |                                |
| 01                | Świetlik Dzidziuś robi pa pa                                          | Baby Gloworm Goes Bye-Bye      |
|                   |                                                                       |                                |
| 02                | Fasolowa piłka                                                        | Bean Ball                      |
|                   |                                                                       |                                |
| 03                | Złota wioska                                                          | Beware Tales Of Gold           |
|                   |                                                                       |                                |
| 04                | Nie wszystko złoto, co się świeci / Łatwe pieniądze                   | Easy Money                     |
| 05                | Nie wszystko złoto, co się świeci / Łatwe pieniądze                   | Easy Money                     |
|                   |                                                                       |                                |
| 06                | Świetliki spotykają Skierki                                           | Glo Friends Meet The Glowers   |
| 07                | Świetliki spotykają Skierki                                           | Glo Friends Meet The Glowers   |
| 08                | Świetliki spotykają Skierki                                           | Glo Friends Meet The Glowers   |
| 09                | Świetliki spotykają Skierki                                           | Glo Friends Meet The Glowers   |
|                   |                                                                       |                                |
| 10                | Słowo daję, to czary                                                  | Make No Mistake, It's Magic    |
|                   |                                                                       |                                |
| 11                | Tajemnicza pieczara                                                   | The Caverns of Mystery         |
|                   |                                                                       |                                |
| 12                | Leśna brygada                                                         | The Forest Brigade             |
|                   |                                                                       |                                |
| 13                |                                                                       | The Front Page                 |
|                   |                                                                       |                                |
| 14                | Arcydzieło                                                            | The Masterpiece                |
|                   |                                                                       |                                |
| 15                | Świetliki na tropie                                                   | The Quest                      |
| 16                | Świetliki na tropie                                                   | The Quest                      |
| 17                | Świetliki na tropie                                                   | The Quest                      |
| 18                | Świetliki na tropie                                                   | The Quest                      |
| 19                | Świetliki na tropie                                                   | The Quest                      |
| 20                | Świetliki na tropie                                                   | The Quest                      |
| 21                | Świetliki na tropie                                                   | The Quest                      |
| 22                | Świetliki na tropie                                                   | The Quest                      |
| 23                | Świetliki na tropie                                                   | The Quest                      |
| 24                | Świetliki na tropie                                                   | The Quest                      |
|                   |                                                                       |                                |
| 25                | Przyjaciółki mimo woli                                                | Two of a Kind                  |
|                   |                                                                       |                                |
| 26                |                                                                       | Wizard of Rock                 |
|                   |                                                                       |                                |
| ODCINEK SPECJALNY |                                                                       |                                |
|                   |                                                                       |                                |
| S1                | Świetliki ratują Boże Narodzenie (VHS) / Święta w Świetlikowie (TVP1) | The Glo Friends Save Christmas |
|                   |                                                                       |                                |

## Wersja polska
W Polsce serial został wydany na kasetach wideo na początku lat 90. (lektorem był Andrzej Matul), później wyemitowany w wersji dubbingowanej przez TVP1 (odcinek Świetliki ratują Boże Narodzenie) oraz TVN (jako integralna część serialu Mój mały kucyk) w bloku Kucyki i przyjaciele w latach 1998−1999 w paśmie Bajkowe kino.

### Wersja dubbingowa
Wersja emitowana na TVN w bloku Kucyki i przyjaciele.

### Wersja VHS
Wersja wydana na VHS z angielskim dubbingiem i polskim lektorem
- Wersja polska: ITI Home Video
- Tekst: Maria Etienne
- Czytał: Andrzej Matul

### Odcinek specjalny
W Polsce odcinek ten został wydany na kasetach VHS w wersji lektorskiej pod tytułem Świetliki ratują Boże Narodzenie. Wersję dubbingową wyemitowała TVP1 w Wieczorynce 25 grudnia 1996.
Wersja polska: Telewizyjne Studia Dźwięku w Warszawie

Reżyseria: Andrzej Bogusz

Dialogi na podstawie tłumaczenia: Jacka Treli – Krystyna Dembińska

Dźwięk: Paweł Gniado

Montaż: Zofia Dmoch

Teksty piosenek: Krzysztof Rześniowiecki

Opracowanie muzyczne: Ewa Wojciechowska

Kierownik produkcji: Krystyna Dynarowska

Wystąpili:
- Marek Barbasiewicz – Święty Mikołaj
- Krystyna Królówna – Blanche
- Barbara Bursztynowicz – 
  - Żuczek,
  - Świetlik Pilot
- Zofia Gładyszewska – Babcia
- Andrzej Gawroński – Łoś
- Jacek Jarosz
- Jolanta Wilk – Ślicznotka
- Tomasz Bednarek – 
  - Świetlik,
  - Elf Świętego Mikołaja,
  - Renifer
- Józef Mika – 
  - Świetlik Pasikonik,
  - Świetlik Basebalista

i inni
Lektor: Andrzej Bogusz